# Grupa jednotek
Pod pojmem grupa jednotek se v algebře obvykle rozumí množina všech invertibilních prvků okruhu, který obsahuje prvek 1 (neutrální prvek). Invertibilní prvek okruhu je takový prvek a, k němuž existuje prvek b tak, že ab=1.
Všechny invertibilní prvky okruhu tvoří multiplikativní grupu, neboť je mezi nimi neutrální prvek (1), asociativita operace násobení je zděděna po okruhu, existence inverzního prvku plyne z definice, a součin dvou invertibilních prvků je opět invertibilní.